# Szczepkowo (województwo warmińsko-mazurskie)
Szczepkowo (niem. Schöpkau, Louisenhof) – osada w Polsce położona w województwie warmińsko-mazurskim, w powiecie iławskim, w gminie Iława.
Ważnym elementem krajobrazu wsi była, wykonana z czerwonej cegły, zabytkowa, owczarnia, lecz została ona zburzona w 2016 roku, ze względu na wysokie ryzyko zawalenia.
Na południo-wschodnim krańcu wsi znajdują się pozostałości po ewangelickim cmentarzu, z II połowy XIX w, na którym spoczywają dawni mieszkańcy Szczepkowa. Został on obrabowany ze wszystkich tablic oraz płyt po II wojnie światowej.
We wsi znajduje się, wpisany do rejestru zabytków, park dworski z końca XIX wieku. Jednak stracił on swój urok po II wojnie światowej.

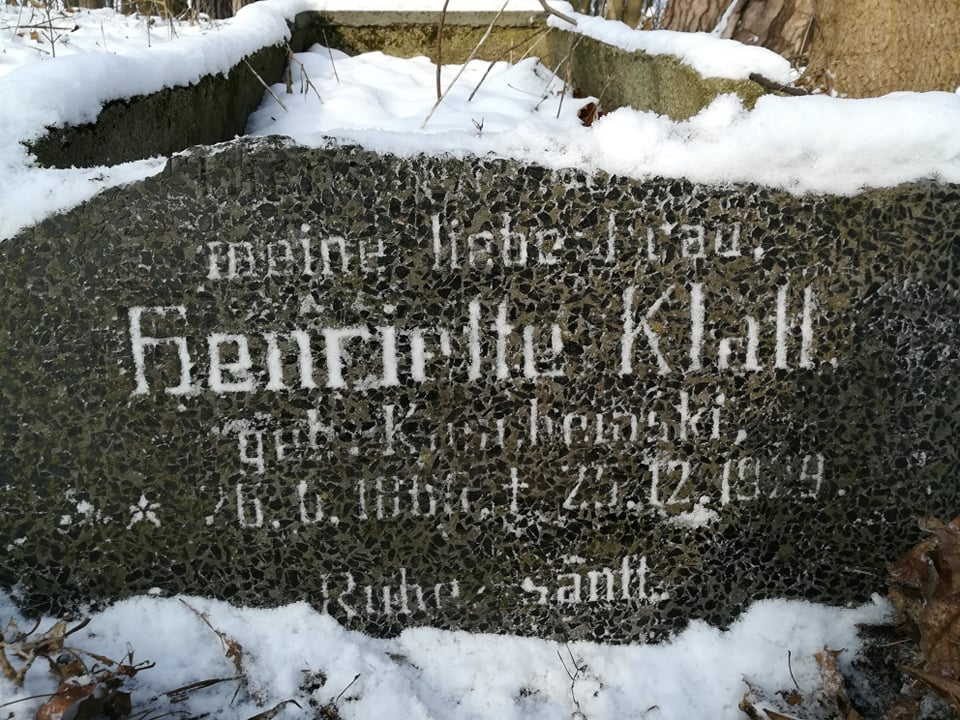
Jeden z nielicznych nagrobków cmentarza w Szczepkowie, na którym zachował się wygrawerowany napis.

## Historia
Początkowo wieś nosiła nazwę Schöpkau (w innych wariantach: Schöpckow, Szepkau, Szczepkau), lecz w 1844 roku zmieniono ją na Louisenhof (Gut Louisenhof). Miejscowość podzielona była na wieś chłopską oraz folwark. We wsi mieszkać miało 97 Niemców i 31 Polaków, w folwarku 36 Niemców oraz 6 Polaków (dane z 1835 roku).
W parafii ząbrowskiej Szczepkowo było ważnym regionem, gdyż znajdował się tam ośrodek szkolny. Szkołę, w której uczyła się młodzież zarówno polska, jak i niemiecka, założono w XVIII w. Instytucja ta została przeniesiona w 1884 roku do pobliskiej Kamionki.
W latach 1975–1998 miejscowość położona była w województwie olsztyńskim.

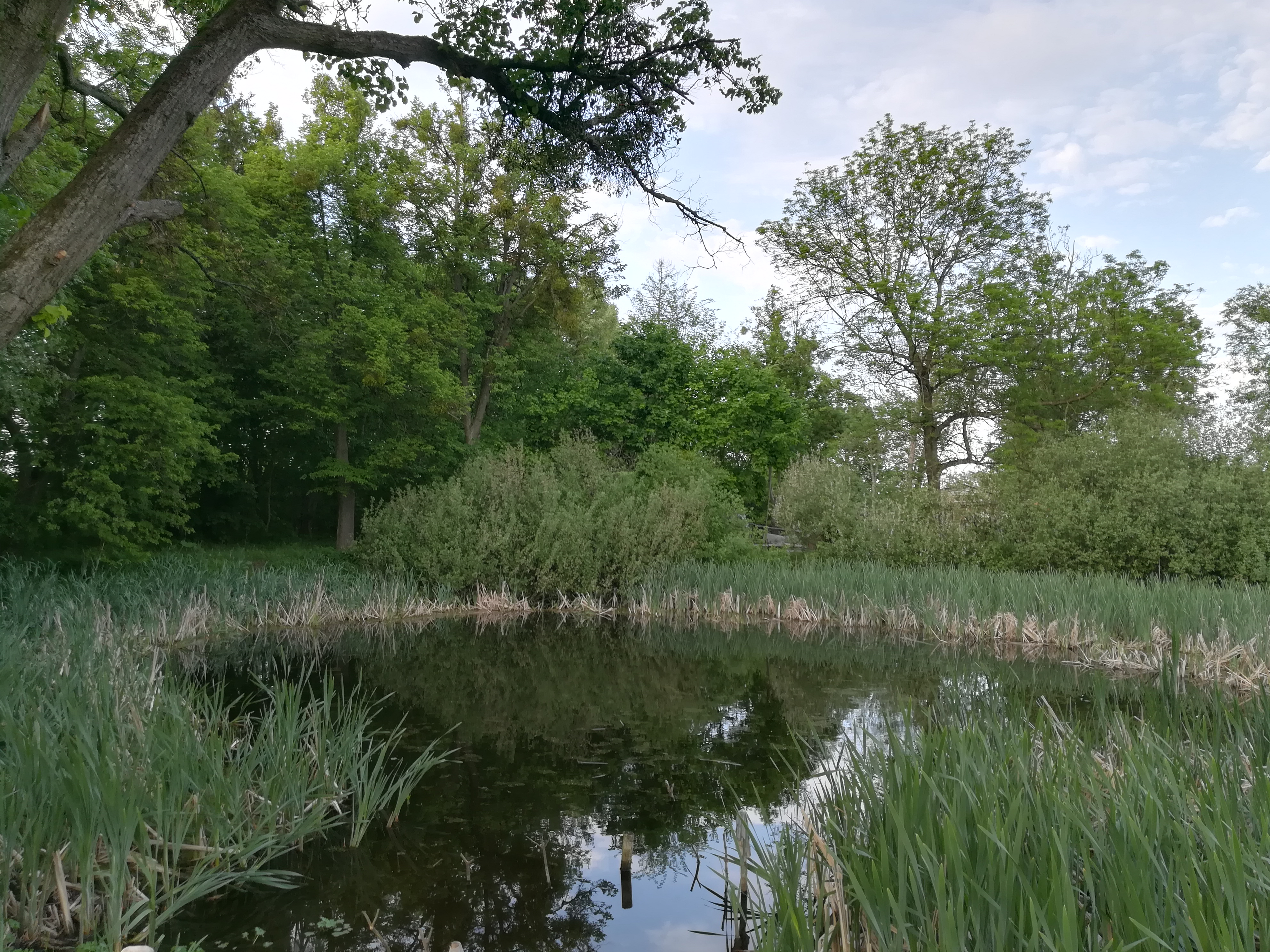
Staw w szczepkowskim parku dworskim.

Wykres przedstawiający liczbę ludności Szczepkowa w poszczególnych latach.